# Nujel, Kovel
Nujel (în ucraineană Нужель) este un sat în așezarea urbană Holobî din raionul Kovel, regiunea Volînia, Ucraina.

## Demografie
Componența lingvistică a localității Nujel
     Ucraineană (98,9%)
     Alte limbi (1,11%)
Conform recensământului din 2001, majoritatea populației localității Nujel era vorbitoare de ucraineană (98,9%), existând în minoritate și vorbitori de alte limbi.